# Iglesia de la Santa Cruz de Val Cannuta
La Iglesia de la Santa Cruz de Val Cannuta es una capilla ubicada en el suburbio IX Aurelio correspondiente a la Via Aurelia, en Roma. Pertenece al Pontificio Colegio Pio Brasileño y forma parte de la jurisdicción parroquial de la Basílica de Nuestra Señora de Guadalupe y San Felipe mártir.

## Reseña histórica
La Iglesia de Santa Cruz en Val Cannuta, fue construida en 1795 por Francesco Maffei, Contador General de las Comunidades del Estado Pontificio y de la Sagrada Congregación para el Buen Gobierno entre 1773 y 1808, dentro de su villa suburbana, sobre la Vía Aurelia Nueva. El edificio presenta significativas cualidades arquitectónicas que lo convierten en un testimonio raro y cualificado de la primera arquitectura neoclásica romana. 

## Restauración en 2017
La intervención tuvo por objeto la restauración y la puesta en seguridad de la Iglesia de Santa Cruz en Valcannuta y de los locales anexos de la Sacristía y la Casa Parroquial. La iniciativa tiene el objetivo de insertarse en la recualificación urbana de Roma, y de revalorizar una Iglesia testigo, a lo largo del trazado de la vía Aurelia Nueva, de la capacidad de las preexistencias de dar espesor y calidad urbana incluso a las zonas degradadas. Vistas las fuertes connotaciones neoclásicas del monumento, se devolvió a la escena urbana un importante testimonio histórico y su refuncionalización podría suplir la falta de servicios del barrio en una zona caracterizada también por numerosos edificios residenciales. El cuerpo de fábrica principal de la Iglesia presentaba importantes lesiones pasantes de rotura en correspondencia con las fachadas sur, oeste y este. La consolidación de los muros se realizó mediante operaciones de cosido y descosido en los elementos murales dañados, tratando de recuperar en lo posible los elementos de la mampostería existente.